# Мининские Дворы
Мининские Дворы — деревня в Ржевском муниципальном округе Тверской области.

## География
Находится в южной части Тверской области на расстоянии приблизительно 27 км по прямой на северо-запад от города Ржев на левом берегу Волги.

## История
Еще на карте Менде (состояние местности на 1848 год) здесь были отмечены постоялые дворы. Населенный пункт Дворы Мининские отмечен был уже на карте 1939 года. Деревня входила до 2022 года в состав сельского поселения «Итомля» до его упразднения.

## Население
Численность населения: 6 человек(русские 100 %) в 2002 году, 1 в 2010.